# Municipio Cosío
Koordinaten: 22° 22′ N, 102° 18′ W
Cosío ist der Name des flächenkleinsten der elf Municipios des mexikanischen Bundesstaats Aguascalientes. Verwaltungssitz und größter Ort des Municipios ist das gleichnamige Cosío. Das Municipio hat 15.042 Einwohner (2010) und bedeckt eine Fläche von 130,1 km².

## Geographie
Das Municipio Cosío liegt im äußersten Norden des Bundesstaats Aguascalientes auf einer Höhe zwischen 1900 m und 2400 m. Etwa 70 % der Gemeindefläche zählen zur physiographischen Provinz der Mesa del Centro, der Rest zur Sierra Madre Occidental. Das Municipio liegt im Einzugsgebiet des Río Lerma und entwässert damit in den Pazifik. Die Geologie des Municipios setzt sich aus 67 % Alluvionen, 30 % rhyolithischen Tuffen und 1 % Konglomeraten zusammen; Bodentyp von 57 % des Municipios ist der Durisol bei 22 % Leptosol und 15 % Regosol. Über 70 % der Fläche des Municipios dient dem Ackerbau, ein gutes Viertel als Weideland.
Das Municipio Cosío grenzt ans Municipio Rincón de Romos sowie an den Bundesstaat Zacatecas.

## Bevölkerung
Beim Zensus 2010 wurden im Municipio 15.042 Menschen in 3.465 Wohneinheiten gezählt. Davon wurden 17 Personen als Sprecher einer indigenen Sprache registriert. Etwa 4,3 % der Bevölkerung waren Analphabeten. 4.819 Einwohner wurden als Erwerbspersonen registriert, wovon ca. 76 % Männer bzw. etwa 8,5 % arbeitslos waren. 4,8 % der Bevölkerung lebten in extremer Armut.

## Orte
Das Municipio Cosío umfasst 54 bewohnte localidades, von denen lediglich der Hauptort vom INEGI als urban klassifiziert ist. Fünf Orte wiesen beim Zensus 2010 eine Einwohnerzahl von über 1000 auf, weitere acht Orte hatten zumindest 100 Einwohner. Die größten Orte sind:
| Ort                                     | Einwohner |
| Cosío                                   | 4898      |
| La Punta                                | 2416      |
| El Refugio de Providencia (Providencia) | 1377      |
| El Salero                               | 1229      |
| Santa María de la Paz                   | 1026      |
| El Refugio de Agua Zarca                | 0894      |
| Soledad de Arriba                       | 0783      |
| Soledad de Abajo (Estación de Adames)   | 0770      |